# Mario Super Sluggers
Mario Super Sluggers (conhecido como Super Mario Stadium Family Baseball no Japão) é um jogo eletrônico de esporte, da modalidade beisebol, para Nintendo Wii, desenvolvido pela Namco Bandai Games e lançado pela Nintendo.

## Jogabilidade
- Exibition - Onde o jogador escolhe o capitão, o time no qual ira jogar, o estádio e competir contra a equipe adversária.
- Toy Field - Onde o competidor joga contra quatro jogadores dentro de uma área na qual pode ganhar pontos e onde há portas com letras (H-O-M-E-R-U-N). Ao acertar todas o jogador marca HOMERUN.
- Minigames - Onde o jogador joga mini-jogos em quatro níveis: Mushroom (Cogumelo) - o mais fácil -, Flower (Flor) - intermediário -, Star (Estrela) - avançado - e Special (Coroa ou Especial) - experiente.
- Challenge - A parte da História. O jogador ganha personagens (teammates) participando de suas missões ou batalhando contra Bowser Jr. Também é possível ir às lojas (Shops) para comprar itens.
- Practice - Onde o jogador pratica os principais movimentos do beisebol.
- Records - Onde se vê os recordes dos minijogos, do modo challenge, etc.